# Hai-Moșenka, Ohtîrka
Hai-Moșenka (în ucraineană Гай-Мошенка) este un sat în comuna Kardașivka din raionul Ohtîrka, regiunea Sumî, Ucraina.

## Demografie
Componența lingvistică a localității Hai-Moșenka
     Ucraineană (99,31%)
     Alte limbi (0,69%)
Conform recensământului din 2001, majoritatea populației localității Hai-Moșenka era vorbitoare de ucraineană (99,31%), existând în minoritate și vorbitori de alte limbi.